# Okres okupacji niemieckiej w Przeworsku w latach 1939–1944
Artykuł dotyczy historii Przeworska podczas okupacji niemieckiej ziem polskich w czasie II wojny światowej.

## Zajęcie miasta i pierwsze działania
Bombardowanie Przeworska przez Luftwaffe rozpoczęło się 7 września 1939. Od bomb i odłamków zginęło 16 pracowników cukrowni, która była jedynym większym zakładem przemysłowym w mieście.
Wojska niemieckie wkroczyły do miasta 10 września około godziny 14. Już w następnym dniu na ulicach pojawiło się ogłoszenie, które nakazywało oddanie władzom miejskim wszelkiej broni i amunicji oraz ograniczyło ludności swobodę poruszania się po ulicach. Godzina policyjna została ustanowiona od 19 do 6 rano. Za gromadzenie się na ulicach i placach oraz jakiekolwiek próby oporu wobec władz wojskowych groziła kara śmierci.
Ustanowiony został nowy podział administracyjny kraju. Obszar powiatu przeworskiego został włączony do Starostwa Jarosławskiego.
Miejscową cukrownię Niemcy zamienili na przejściowy obóz jeniecki. Naoczni świadkowie stwierdzają, że przewinęło się przez niego ponad 20 tysięcy jeńców wojennych.
27 września przybył do miasta 3 Oddział Operacyjny SD, który przystąpił do likwidacji przeworskiej gminy żydowskiej. Spośród 1781 Żydów w powiecie, po wydarzeniach wrześniowych pozostało jedynie 27 osób. Pożydowskie domy, po ograbieniu ze wszystkich wartościowych przedmiotów, zostały spalone przez specjalny oddział niemiecki. 12 września spłonęła wraz z bogatymi zbiorami pisanymi oraz przedmiotami wartościowymi 800-letnia synagoga.
Wykonując z góry zaplanowane tworzenie z Polaków niewolniczej siły robotniczej zakazano nauki w miejscowym gimnazjum. Wstrzymane zostały wydawnictwa prasowe. Komisaryczny burmistrz miasta – Bonk zarządził oddanie wszystkich radioodbiorników. Właścicielom pojazdów mechanicznych polecono odstawić je do starostwa. Ukazało się nawet zarządzenie zakazujące używania przez Polaków i Żydów rowerów, z wyjątkiem osób mających zezwolenie policyjne. Pojawiło się obwieszczenie, które informowało, że za uszkodzenie przewodów telefonicznych lub urządzeń kolejowych orzekana będzie kara śmierci.

## Represje okupanta wobec mieszkańców Przeworska
Okupacji towarzyszyły aresztowania przedstawicieli polskiej inteligencji, co miało na celu izolowanie jej od szerszego ogółu społeczeństwa.
Zaczęły się łapanki. Pierwszą taką urządzono 3 maja. Obejmowały nie tylko ulice, ale również budynki sakralne. Nierzadko władze okupacyjne wywoziły młodych mieszkańców na roboty w Rzeszy.
Obywatele Przeworska wywożeni byli również do niemieckich obozów koncentracyjnych. Większość z nich nie opuściła już masowych miejsc straceń.
Masowe aresztowania miały miejsce 19 kwietnia 1942 roku. Tej nocy wywleczono z domu 8 mężczyzn, a następnie wywieziono ich do Jarosławia do więzienia gestapo. Zeznania wymuszane były na nich poprzez bicie pejczem po głowie i po całym ciele. Chciano w ten sposób wymusić zeznania oraz natrafić na ślad jakiejkolwiek grupy sabotażowej. W okresie okupacji panowało powszechne przekonanie, że z rąk jarosławskiego gestapo lub jego agenta – Schmidta są dwa wyjścia: śmierć lub wywóz do Oświęcimia.
17 kwietnia 1942 roku na stacji kolejowej w Przeworsku członkowie ruchu oporu zabili jednego z żołnierzy niemieckich, który „przeszkadzał” w kradzieży broni z wagonu. W odwecie za to 22 obywateli miasta doprowadzono do aresztu sądowego. 1 lutego 1944 roku została aresztowana grupa idących chłopców, od dawna podejrzewanych przez okupantów o związki z jakąś organizacją podziemną lub udział w ruchu oporu. Los aresztowanej piątki okazał się tragiczny. Czwórka z nich poniosła śmierć w Oświęcimiu.

## Warunki życia mieszkańców Przeworska
Na skutek działań wojennych w największym stopniu ucierpiała miejscowa cukrownia. Władze okupacyjne pilnie zabiegały jednak o uruchomienie tego zakładu przetwórczego, w celu zapewnienia większych dostaw artykułów Niemcom w Rzeszy. Aby zapewnić sobie wyszkoloną kadrę, okupant nakazał cukrownikom i kolejarzom stawienie się do pracy na zajmowanych wcześniej stanowiskach. Już w pierwszych miesiącach okupant przejął całą politykę aprowizacyjną.
Do 1940 roku ludność miasta zwiększyła się o 1604 osoby. Należy przyjąć, że około 1500 osób to osoby deportowane z wcielonych do Rzeszy województw zachodnich.

## Ruch oporu w okresie okupacji
Jesienią 1939 roku na obszarze powiatu działała komórka organizacji wojskowej Związek Walki Zbrojnej, która złączyła się z Polską Organizacją Zbrojną i Narodową Organizacją Wojskową, przyjmując nazwę Armii Krajowej.
W Przeworsku nie było problemu ze scaleniem Polskiej Organizacji Zbrojnej, która prawie 150 żołnierzy przekazała do Armii Krajowej. Mimo istnienia silnej organizacji ZWZ-AK do 1942 roku prawie nie podejmowała ona akcji zbrojnej lansując teorię „dwóch wrogów”. Jednymi byli Niemcy, drugim wrogiem Związek Radziecki. Zgodnie z głoszoną tezą we wzajemnej walce wykrwawią się obaj.
Wszystkie ówczesne ugrupowania przeprowadziły łącznie ponad 80 różnych akcji, polegających na likwidacji pojedynczych osób aktywnie działających na szkodę narodu polskiego, rozbijaniu posterunków niemieckich oraz niszczeniu sprzętu wojennego i osłabianiu jego potencjału gospodarczego. Działalność dywersyjna i sabotażowa prowadzona była na terenie Przeworska, w powiecie i poza jego granicami.
Najaktywniejszą działalność wykazywał oddział sabotażowo-dywersyjny dowodzony przez „Puchacza”. Zorganizowano akcję wywiezienia z drukarni Z. Kisielewskiego drukarki tzw. amerykanki, która służyła w konspiracji do drukowania materiałów propagandowych. Wywieźli oni również z niemieckiego składu broni kilkadziesiąt sztuk karabinów.
W lipcu 1944 komendant Obwodu wydał rozkaz o przystąpieniu do wykonywania planu Burza w Przeworsku. W lasku obok szosy Przeworsk-Łańcut, tzw. Borku rozbrojono grupę Niemców, a do końca lipca w całym obwodzie rozbrajano małe grupki żołnierzy, którzy bez walki oddawali broń.
Po 20 lipca 1944 roku niemieckie oddziały saperskie przystąpiły do zaminowania ważniejszych obiektów w mieście: stacji kolejowej, cukrowni, elektrowni miejskiej oraz mostów na Mleczce: kolejowego oraz drogowego na szosie Przeworsk-Dynów. Obiekty te zostały uratowane przez mieszkańców Przeworska, którzy nie pozwolili na zniszczenie jedynych większych zakładów pracy i ważniejszych obiektów na terenie miasta.